# خدمت نظامی

بدون ارتش
سربازی اختیاری
سربازی اجباری
سربازی اجباری است، اما تمام مشمولان اعزام نمی شوند؛ کمتر از ۲۰ درصد مشمولان (در صورتی که هم مردان و هم زنان مشمول باشند) یا ۴۰ درصد مردان (در صورتی که فقط مردان مشمول باشند) به خدمت اعزام می شوند
در حال برچیدن سربازی اجباری
بدون اطلاعات

ممنوعیت حضور زنان در ارتش
مجاز بودن حضور زنان در ارتش (اطلاعات دیگر موجود نیست)
زنان در ارتش هستند، اما اجازه داده نمی‌شود در خط مقدم و جنگ شرکت کنند
دختران و زنان در ارتش هستند و اجازه داده می‌شود در خط مقدم و جنگ شرکت کنند
حضور اجباری زنان در ارتش
بدون طلاعات

خدمت نظامی همان ارتش کلاسیک و سربازی اجباری است که اولین بار این قانون توسط ناپلئون در حدود ۳ قرن قبل پایه گذاری و اجرا شد اما با اعتراض بزرگ مردم فرانسه سرانجام دولت فرانسه تسلیم شد و قانون سربازی اجباری را برچید اما همچنان در تعدادی کشور محدود اجرا می‌شود.
تعدادی کشور محدود مردانی را که به سن خاصی می‌رسند به سربازی اجباری اعزام می‌کنند، در برخی دیگر از کشورها مانند کره شمالی، این اجبار برای زنان نیز به مدت ۸ سال وجود دارد؛ با این‌حال برخی از افرادی که از نظر سنی مشمول این خدمت می‌شوند به دلایل گوناگون همچون بیماری‌های فیزیکی یا روانی یا اعتقادات مذهبی از خدمت معاف می‌شوند.
در بیشتر از ۱۳۰ کشور جهان سربازی اختیاری و داوطلبانه است. جوانان می‌توانند به صورت داوطلبانه به استخدام ارتش حرفه‌ای کشورشان در بی‌آیند مانند عربستان سعودی. فراخوان خدمت وظیفه عمومی در شرایط عادی غالباً در این کشورها وجود ندارد ولی حاکمان برخی کشورها احتمال فراخوان در شرایط اضطراری را به هیچ وجه رد نمی‌کنند مانند جنگ جهانی.
بعضی ملت‌ها و جزایر کوچک‌تر هم معمولاً نیروهای مسلح ندارند یا به یک نیروی امنیتی داخلی مسلح مانند پلیس یا گارد ساحلی متکی هستند.

## کشورهای با ارتش اختیاری و داوطلبانه[۳][۴][۵]
| - افغانستان - آلبانی - آنتیگوآ و باربودا - آرژانتین - استرالیا - باهاما - بحرین - بنگلادش - باربادوس - بلژیک - بلیز - بوتان (کشور) - بوسنی و هرزگوین - بوتسوانا - برونئی - بلغارستان - بورکینافاسو - بوروندی - کامرون - کانادا - شیلی - چین (دفاکتو) - کومور - جمهوری کنگو - کرواسی - جمهوری چک - جمهوری دموکراتیک کنگو - جیبوتی - جمهوری دومینیکن - اکوادور - اتیوپی - فیجی - گابن | - گامبیا - غنا - آلمان - گویان - هندوراس - مجارستان - هند - اندونزی - عراق - جمهوری ایرلند - ایتالیا - جامائیکا - ژاپن - اردن - کنیا - لتونی - لبنان - لسوتو - لیبریا - لوکزامبورگ - مقدونیه شمالی - ماداگاسکار - مالزی - مالاوی - مالدیو - مالت - موریتانی - مونته‌نگرو - نامیبیا - نپال - هلند - نیوزیلند - نیکاراگوئه - نیجریه | - عمان - پاکستان - پاپوآ گینه نو - پرو - فیلیپین - لهستان - پرتغال - رومانی - رواندا - سنت کیتس و نویس - سان مارینو - عربستان سعودی - صربستان - سیشل - سیرالئون - اسلواکی - اسلوونی - سومالی - آفریقای جنوبی - اسپانیا - سری‌لانکا - سورینام - اسواتینی - تانزانیا - تیمور شرقی - تونگا - ترینیداد و توباگو - اوگاندا - بریتانیا - ایالات متحده آمریکا (دفاکتو) - اروگوئه - زامبیا - زیمبابوه |

## کشورهایی با خدمت اجباری در شرایط خاص
| - اروگوئه (در زمان صلح خدمت به صورت داوطلبانه است اما دولت اجازه برقراری خدمت اجباری را نیز دارد) - بلیز (خدمت وظیفه زمانی اجرا می‌شود که تعداد داوطلبان کم باشد؛ تا به حال هیچ فراخوانی در این کشور اعلام نشده‌است) - بولیوی (هنگامی که تعداد داوطلبان در سال کمتر از مقدار معینی شود، خدمت اجباری در این کشور برقرار می‌شود) - جامائیکا (سربازان جوان‌تر با موافقت پدر و مادر به خدمت وظیفه اعزام می‌شوند) |

## کشورهایی با ارتش اجباری کمتر از ۱۸ ماه
| - ایران (میانگین ۱۸ ماه) - ازبکستان (۱۲ ماه) - استونی (۱۱–۸ ماه) - بولیوی (۱۲ ماه) - پاراگوئه (۱۲ ماه نیروی زمینی؛ ۲۴ ماه نیروی دریایی) - تونس (۱۲ ماه) - روسیه (۱۲ ماه، کمتر از ۲۰٪ مشمولان به سربازی اعزام می‌شوند) | - گواتمالا (۲۴–۱۲ ماه) - لتونی - مغولستان (۱۲ ماه، کمتر از ۲۰٪ مشمولان به سربازی اعزام می‌شوند) - مولدووا (۱۲ ماه) - یونان (۱۲ ماه) - جمهوری آذربایجان (۱۲ ماه در صورت داشتن تحصیلات آکادمیک) - اریتره - ترکیه (۱۵–۶ ماه) - امارات متحده عربی (۱۶ ماه) - سودان (بین ۱۲ تا ۲۴ ماه) |

## کشورهایی با ۱۸ ماه خدمت وظیفه
| - ساحل عاج - کلمبیا - کامبوج - گرجستان - لائوس - ماداگاسکار ایران |

## سایر کشور ها بدون سربازگیری اجباری
| - آنگولا (کمتر از ۲۰٪ مشمولان به سربازی اعزام می‌شوند) - اوگاندا - برمودا - بوروندی - سنگاپور - فیلیپین - کویت - گابن - مالی - موریتانی - استونی - الجزایر - بلاروس - قبرس - لائوس |

## کشورهایی با خدمت انتخابی
| - جمهوری آفریقای مرکزی - اکوادور - السالوادور - اندونزی - بنین - توگو - چاد - چین - سنگال - کیپ ورد - گینه بیسائو - مالزی - نیجر - تایوان - مکزیک |

## کشورهایی با ترکیب خدمت وظیفه و داوطلبانه
| - ونزوئلا |

## کشورهایی که به زودی خدمت وظیفه عمومی را لغو می‌کنند
| - قزاقستان - گرجستان - مولدووا |

## کشورهایی که خدمت وظیفه عمومی ندارند

### آرژانتین
آرژانتین در سال ۱۹۹۴ خدمت وظیفه را لغو کرد و آن را تبدیل به خدمت داوطلبانه کرد.
این وضع حاصل بدگمانی‌های سیاسی و اجتماعی نسبت به ارتش و بودجه‌های سالانهٔ رو به کاهش بود. همین موضوع باعث شد تا ارتش هر ساله سربازان وظیفهٔ کمتری را فراخوان کند. همچنین تجربه جنگ فالکلند در سال ۱۹۸۲، برتری نیروهای حرفه‌ای را نسبت به نیروهای وظیفه نشان داد. از دیگر مسائل اثرگذار، شایعاتی پیرامون خشونت نسبت به نیروهای وظیفه بود که نمونهٔ آن قتل سرباز عمر کاراسکو در یک پایگاه نظامی در سال ۱۹۹۴ پس از یک اقدام تنبیهی خشن بود.
باید خاطر نشان ساخت که خدمت وظیفه عمومی هنوز به‌طور رسمی در آرژانتین به پایان نرسیده‌است؛ قانون خدمت نظامی اجباری هنوز هم در کتاب‌ها موجود است و امکان استفاده از آن در زمان جنگ، بحران یا حالت‌های اضطراری وجود دارد.
خدمت وظیفه را در آرژانتین به نام la colimba می‌شناسند. واژه colimba ترکیبی از سیلاب‌های ابتدایی فعل‌های correr (دویدن)، limpiar (پاک کردن) و barrer (جارو کشیدن) است. برداشت مردم از این خدمت این چنین است که تمام کاری یک سرباز در طول خدمت خود انجام می‌دهد، عبارت است از دویدن، پاک کردن و جارو کشیدن. سربازان وظیفه را نیز به نام colimbas می‌شناسند.

### آفریقای جنوبی
آفریقای جنوبی تحت رژیم آپارتاید دارای خدمت وظیفه ۲ ساله به همراه چندین اردو برای مردان سفیدپوست بود. این سیستم در سال ۱۹۹۴ لغو شد.

### آلبانی
آلبانی در سال ۲۰۱۰ خدمت وظیفه را لغو کرده‌است.

### اسپانیا

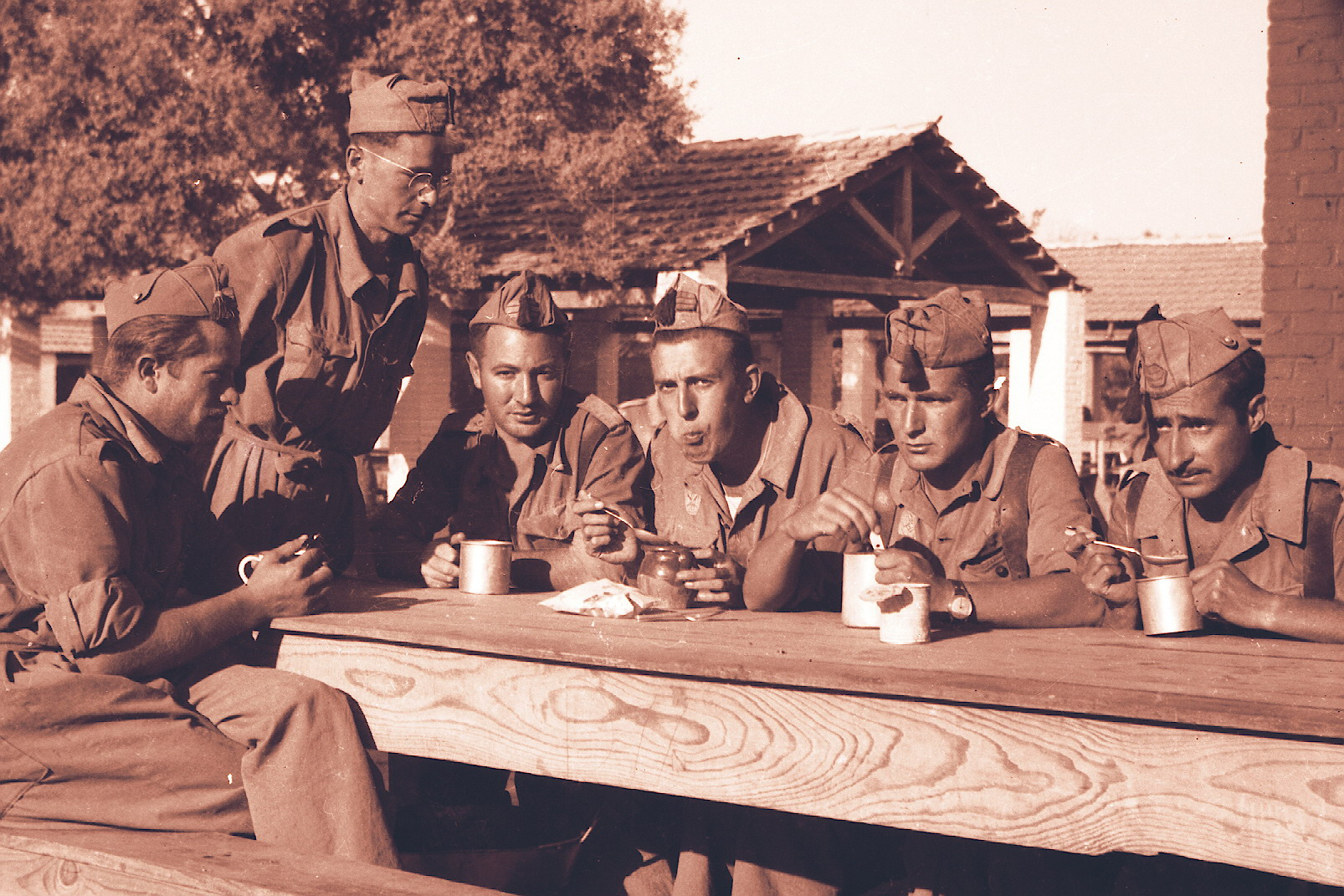
خدمت سربازی در اسپانیا (۱۹۴۵)

اسپانیا در سال ۲۰۰۱ خدمت نظامی اجباری را لغو کرد. خدمت وظیفه عمومی در این کشور را با نام موهن «la mili» می‌شناختند. این واژه معمولاً با یک صفت توهین‌آمیز دیگر مانند نام یک مکمل ترکیب می‌شد برای مثال (Puta Mili) که به مجله عامه‌پسند و فکاهی «El Jueves» مربوط می‌شد. خدمت وظیفه و خدمت جایگزین ۹ ماه طول می‌کشید و در سال‌های آخر، بیشینهٔ مشمولان خدمت جایگزین را به خدمت نظامی ترجیح می‌دادند.

### استرالیا
با اینکه درجه‌های شدت مختلفی در فراخوان‌های خدمت وظیفه عمومی در مواقع بحرانی (جنگ جهانی اول، جنگ جهانی دوم، جنگ کره، جنگ ویتنام) وجود داشت، اما در حال حاضر استرالیا خدمت وظیفه عمومی ندارد. تمامی گونه‌های خدمت وظیفه توسط دولت ویتالیم در سال ۱۹۷۲ ممنوع اعلام شد.

### اسلواکی
اسلواکی در تاریخ ۱ ژانویه ۲۰۰۶ خدمت نظامی اجباری را لغو کرد.

### اسلونی
آنتون روپ نخست‌وزیر اسلونی خدمت اجباری نظامی را در تاریخ ۹ سپتامبر ۲۰۰۳ لغو کرد.

### آلمان
آلمان ۱۲۳مین کشوری است که ارتش خود را از سیستم سربازی اجباری به سربازی داوطلبانه تغییر داد و به ارتش حرفه‌ای دست یافت.

### ایالات متحده آمریکا
ایالات متحده آمریکا به‌طور متناوب از خدمت وظیفه استفاده کرده‌است. برای مثال در سال ۱۸۶۳ فراخوان نیروهای وظیفه باعث ایجاد شورش‌های نیویورک شد. بعدها در سال ۱۹۱۷ که ایالات متحده وارد جنگ جهانی اول شد دولت این کشور از فراخوان خدمت وظیفه استفاده کرد. نخستین دوره خدمت وظیفه در زمان صلح نیز با لایحه‌ای به نام خدمت و آموزش انتخابی در سال ۱۹۴۰ برگزار شد. خدمت وظیفه فعال (فراخوان) در سال ۱۹۷۳ در این کشور به پایان رسید. هم‌اکنون از پسرانی که در سنین بین ۱۸ تا ۲۴ سال قرار دارند خواسته می‌شود در نظام خدمت انتخابی ثبت‌نام کنند. هدف این خدمت «فراهم آوردن نفرات کافی برای نیروهای مسلح در شرایط اضطراری است» و هدف دیگر آن نظام سلامت فردی کارکنان است. از دیگر اهداف این طرح ایجاد برنامه‌ای برای فرمان‌شکنان وجدانی است تا آن‌ها نیز بتوانند در خدمات جایگزین کار کنند. از سال ۱۹۸۶ تا به حال هیچ‌کس به خاطر تخطی از قوانین نظام وظیفه کشته نشده‌است. زنان نمی‌توانند در خدمت انتخابی آمریکا ثبت‌نام کنند اما این اختیار را دارند تا به عنوان داوطلب به ارتش بپیوندند.

### ایتالیا
ایتالیا تا ۳۱ دسامبر ۲۰۰۴ دارای خدمت وظیفه عمومی برای مردان بود. حق فرمان‌شکنان وجدانی نیز از سال ۱۹۷۲ به رسمیت شناخته شده بود به این گونه که آن‌ها می‌توانستند «خدمت غیررزمی» یا یکی از خدمات اجتماعی را به عهده گیرند.
مجلس ایتالیا فرمان تعلیق خدمت اجباری وظیفه را در سال ۲۰۰۴ تصویب کرد. اجرای این طرح از ابتدای سال ۲۰۰۵ بود و پس از آن ارتش دارای نیروهای داوطلب حرفه‌ای متشکل از مرد و زن می‌باشد.

### ایرلند (جمهوری)
جمهوری ایرلند همیشه دارای ارتشی کاملاً داوطلب بوده‌است.

### بریتانیا
پادشاهی متحد بریتانیا در طول هر دو جنگ جهانی از فراخوان خدمت وظیفه استفاده کرد. بریتانیا در دو سال نخست جنگ جهانی اول تنها بر نیروهای داوطلب تکیه کرد. اما در سال ۱۹۱۶ و به دنبال تلفات گسترده در خطوط مقدم جبهه، دولت این کشور مجبور شد تا لایحه‌ای به نام خدمت وظیفه به منظور فراخوان افراد واجد شرایط به مجلس بفرستد. در سال‌های ۱۹۱۴ تا ۱۹۱۸ رفتارهای خشنی با فرمان‌شکنان وجدانی صورت گرفت. بسیاری از آن‌ها مجبور به انجام کارهای غیرنظامی ولی در رابطه با جنگ شدند. برخی نیز به زندان افتادند.
ایرلند در آغاز جنگ جهانی اول از خدمت وظیفه معاف بود اما در ۹ آوریل ۱۹۱۸ این قانون مشمول این سرزمین نیز شد. این موضع باعث ایجاد بحرانی شدید در ایرلند شد و بعدها فاکتور مهمی در تصمیم مردم آن به استقلال به حساب آمد. ییتس شاعر مشهور ایرلندی در نامه‌ای به لرد هالدن به نشانه اعتراض می‌نویسد: «... این برای من امری عجیب است که انگلیس به خاطر ۵۰۰۰۰ سرباز ایرلندی آماده ایجاد گودالی جدید بین دو کشور است و می‌خواهد آن را از خون پر کند.» همچنین بانو گریگوری در اعتراض به این قانون اعلام کرد: «زنان و کودکان در برابر مردانشان می‌ایستند و حاضرند تیر بخورند اما اجازه ندهند تا آن‌ها را به خط مقدم ببرند.»
خدمت نظامی بار دیگر در سال۱۹۳۹ و با آغاز جنگ جهانی دوم برقرار شد. نه تنها سربازان وظیفه را در هر سه نیروی ارتش به کار می‌گرفتند بلکه از آن‌ها در استخراج معادن زغال سنگ نیز استفاده می‌شد. بعدها در طول جنگ از سربازان زن وظیفه‌ای که به نیروی جدید ارتش زمینی زنان اعزام شده بودند برای کار در مزارع کشاورزی استفاده شد. فرمان‌شکنان وجدانی نیز بیشتر مورد تحمل دولت قرار می‌گرفتند اما در صورتی که از کارهای مرتبط با جنگ شانه خالی می‌کردند به زندان انداخته می‌شدند. در طول جنگ جهانی دوم مردم ایرلند شمالی از خدمت وظیفه معاف بودند. آن‌ها پس از جنگ نیز از خدمت وظیفه معاف شدند.
دولت بریتانیا پس از جنگ جهانی دوم خدمت ملی را معرفی کرد. این خدمت در سال ۱۹۶۳ لغو شد.

### بلژیک
بلژیک در سال ۱۹۹۴ خدمت وظیفه را به حال تعلیق درآورد.

### بلغارستان
بلغارستان خدمت وظیفه عمومی را الغا کرده‌است. آخرین سربازان وظیفه در تاریخ ۲۵ نوامبر ۲۰۰۷ به خانه فرستاده شدند.
پیش از این خدمت وظیفه در این کشور برای مردانی که در سنین هجده تا بیست و هفت سالگی قرار داشتند اجباری بود. طول خدمت بستگی به میزان تحصیلات داشت. شهروندانی که مدرک کارشناسی یا بالاتر داشتند ۶ ماه خدمت می‌کردند. شهروندانی که تحصیلات عالی نداشتند باید ۹ ماه خدمت می‌کردند. در سال ۱۹۹۴ طول خدمت دو سال بود که در طول زمان از مدت آن کاسته می‌شد تا اینکه به کلی الغا شد.

### بلیز
بلیز کمترین سن استخدام داوطلبانه در نیروهای مسلح کشور را ۱۸ سالگی قرار داده‌است (ماده ۱۶ لایحه دفاعی از آیین‌نامه دفاعی در سال ۱۹۷۷). خدمت وظیفه عمومی هیچ‌گاه در لایحه دفاعی تجویز نشده‌است اما اتخاذ تصمیم آن بر عهده فرماندار کل است.

### بوسنی و هرزگوین
بوسنی و هرزگوین در تاریخ ۱ ژانویه ۲۰۰۶ خدمت سربازی را منسوخ کرد.

### پاکستان
پاکستان نیز مانند هند همیشه دارای ارتش حرفه‌ای بوده‌است. با این حال پس از رویدادهای استقلال و جنگ هند و پاکستان ۱۹۴۷ هنگامی که ارتش در حال تبدیل شدن از یک نیروی مستعمراتی به یک ارتش جدید ملی بود، نیروهای چریکی از اطراف قبایلی که در مرزهایی چون پنجاب و کشمیر مستقر بودند شروع به شکل‌گیری کردند. هر قبیله سهمیه‌ای معین داشت و بسیاری از افراد اعزامی به این نیروها به معنای واقعی کلمه داوطلب نبودند (هر چند بسیاری نیز داوطلب بودند). این مورد تنها مثال قابل ذکر در ارتباط با خدمت وظیفه در پاکستان است.

### پاناما
پاناما در سال ۱۹۹۲ تمامی انواع خدمت نظامی را منحل اعلام کرد و جای آن را به پلیس ملی داد. پیش از آن نیز حمله آمریکا به این کشور در سال ۱۹۸۹ باعث شد تا نیروهای دفاعی پاناما نابود شوند.

### پرتغال
پرتغال در تاریخ ۱۹ نوامبر ۲۰۰۴ خدمت اجباری نظامی را لغو کرد.

### پرو
پرو در سال ۱۹۹۹ خدمت سربازی را لغو کرد.

### تانزانیا
تانزانیا قبلاً از خدمت وظیفه عمومی استفاده می‌کرد ولی هم‌اکنون آن را کنار گذاشته‌است.

### جاماییکا
در جاماییکا خدمت نظامی از ۱۸ سالگی به بالا به شکل داوطلبانه وجود دارد. افراد جوان‌تر نیز می‌توانند با اجازه اولیای خود به استخدام ارتش در آیند.

### چک
جمهوری چک خدمت وظیفه عمومی را در تاریخ ۲۱ دسامبر ۲۰۰۴ الغا کرد.

### رومانی
رومانی در تاریخ ۲۳ اکتبر ۲۰۰۶ خدمت نظامی اجباری را ملغی اعلام کرد. الغای خدمت سربازی از آن جا نشأت گرفت که متممی که در سال ۲۰۰۳ به قانون اساسی این کشور اضافه شد این اجازه را به مجلس می‌داد تا خدمت وظیفه عمومی را انتخابی کند. مجلس رومانی در اکتبر ۲۰۰۵ رأی به الغای خدمت وظیفه داد. این رأی به همراه رأیی بود که مطابق آن رومانی به شکل رسمی به ناتو ملحق می‌شد.

### زلاند نو
فراخوان خدمت وظیفه عمومی مردان به ارتش زلاند نو در سال ۱۹۴۰ آغاز شد و در سال ۱۹۷۲ لغو شد.

### ژاپن
نیروهای دفاع از خود ژاپن از هنگام تأسیس خود در دهه ۱۹۵۰ و پس از پایان اشغال متفقین تا به حال از نیروهای داوطلب تشکیل شده‌است. از آن جا که قانون اساسی ژاپن، دولت این کشور را از تشکیل هر گونه نیروی نظامی آفندی منع کرده‌است، خدمت وظیفه عمومی حداقل تا آینده نزدیک مسئله قابل بحثی در این کشور نخواهد بود.

### صربستان
صربستان دارای خدمت ملی اجباری برای تمام مردانی بودکه بین سنین ۱۹ و ۳۵ سال داشتند. در عمل، تنها کسانی که زیر ۲۷ سال سن دارند به خدمت فراخوانده می‌شدند. خدمت وظیفه معمولاً پس از تکمیل تحصیلات دانشگاهی انجام می‌شد. پیش از این طول خدمت ۹ ماه بود ولی در سال ۲۰۰۶ به ۶ ماه کاهش یافت. فرمان‌شکنان وجدانی نیز می‌توانند به جای خدمت نظامی به خدمت نظامی ۹ ماهه بپردازند. صرب‌هایی که خارج از کشور زندگی می‌کنند نیز باید خدمت نظامی خود را انجام می‌دادند. با این حال اگر می‌توانستند ثابت کنند که حضور بر سر خدمت در صربستان، تأثیر بدی بر وضعیت شغلیشان خواهد گذاشت، می‌توانستند خدمت را به تعویق بیندازند. اثبات این مسئله نیز به این صورت بودکه اگر سن فرد پایین‌تر از ۲۷ سال بود، باید با سفارت صربستان در کشور خارجی محل سکونت تماس بگیرد و اگر بالای ۲۷ سال بود، باید مستقیماً با ارتش تماس بگیرد. در تاریخ یکم ژانویه ۲۰۱۱ و در طی برنامه توسعه کشور، سربازی اجباری در صربستان لغو شد.

### عراق
بیشینهٔ پرسنل ارتش بزرگ صدام حسین (به غیر از گارد عالی جمهوری) را سربازان وظیفه تشکیل داده بودند. در حدود ۱۰۰٬۰۰۰ نفر پرسنل وظیفه در زمان جنگ اول خلیج فارس به نام عملیات توفان صحرا کشته شدند. در سال‌های بعد، ارتش عراق از فساد و رهبری ضعیف رنج می‌برد ولی خدمت اجباری همچنان ادامه داشت. یکی از برنامه‌های قابل ذکر «اشبال صدام» بود که به «بچه‌شیرهای صدام» شهرت یافته بود و در طول آن کودکان عراقی از طریق تمرینات سخت مانند یادگیری جنگ‌افزارهای گرم یا تکه‌تکه کردن مرغ‌های زنده آموزش می‌دیدند تا از عراق دفاع کنند.
پس از دومین جنگ خلیج فارس که منجر به سقوط صدام شد، ارتش قبلی منحل گشته و ارتش جدید عراق توسط نیروهای داوطلب تشکیل شد. آموزش این نیروها در ابتدا توسط حکومت ائتلافی موقت و سپس نیروهای آمریکایی انجام شد.
در سال ۲۰۲۱ ائتلاف سائرون وابسته به «مقتدی صدر» طرح اجباری شدن سربازی در عراق را به پارلمان این کشور ارائه داد.

### فرانسه
خدمت وظیفه مدرن توسط انقلابیون فرانسوی ابداع شد. آن‌ها نیاز به نیروی دفاعی قوی‌تری داشتند تا بتوانند نظرات رادیکال خود را به کل اروپا گسترش دهند. قانون جردن در سال ۱۷۹۸ بیان می‌داشت: «هر فرانسوی سرباز است و خود را ملزم به دفاع از ملت می‌داند.» به این شیوه بود که ناپلئون بناپارت توانست ارتش بزرگ (Grande Armée) را به وجود آورد و اولین جنگ اروپایی خود را آغاز کند.
فرانسه از سال ۱۹۹۶ خدمت وظیفه عمومی در زمان صلح را لغو کرد اما کسانی که پیش از سال ۱۹۷۹ متولد شده بودند باید خدمت خود را به پایان می‌بردند.
از زمان جنگ استقلال الجزایر (۶۲-۱۹۵۴) به این سو، سربازان وظیفه به مناطق خارجی یا جنگی اعزام نشده بودند مگر اینکه خود داوطلب می‌شدند.

### فیلیپین
فیلیپین دارای خدمت نظامی اجباری نیست. با این حال تمرین نظامی یکی از برنامه‌های درسی اجباری در مدارس و اختیاری در دانشگاه‌ها است. از آن جا که این آموزش تنها به مدت چند ساعت در یک هفته طول می‌کشد و جزوی از برنامه‌های مدرسه است، دیگر لازم نیست که دانش‌آموزان در طول اجرای این برنامه از خانه دور شوند.
شهروندان فیلیپینی که حاضر به گذراندن این دوره (به نام دوره آموزشی پیشبرد شهروندان یا CAT) در سال آخر دبیرستان نباشند واجد شرایط فارغ‌التحصیلی نخواهند شد. تا پیش از سال ۲۰۰۳ هدف اصلی این برنامه تنها آموزش مهارت‌های نظامی بود اما امروزه جنبه‌های غیرنظامی نیز به آن اضافه شده‌است.
آموزش نظامی در دانشگاه‌ها با عنوان سپاه آموزشی افسران ذخیره (ROTC) شناخته می‌شود و هم‌اکنون یکی از انتخاب‌های موجود برای برنامه آموزشی خدمت ملی اجباری (NSTP) است. دو انتخاب دیگر عبارتند از خدمت آموزش رفاه شهروندی (CWTS) و خدمت سوادآموزی (LTS). شرکت در سپاه آموزشی افسران ذخیره تا سال ۲۰۰۱ اجباری بود تا اینکه شایعاتی پیرامون سوءرفتار افسران باعث شد تا دولت به فکر تغییر آن بیفتد. هم‌اکنون دانشجویان ملزم به تکمیل ۶ واحد از برنامه آموزشی خدمت ملی اجباری هستند تا بتوانند شرایط لازم برای فارغ‌التحصیلی را به دست آورند. تا پیش از آن لازم بود دانشجویان ۱۲ واحد (هر سال ۶ واحد) از سپاه آموزشی افسران ذخیره را به اتمام برسانند.
آموزش نظامی بسته به نوع مدرسه‌ای که دانش‌آموزان در آن درس می‌خوانند می‌تواند به یکی از نیروهای زمینی، هوایی یا دریایی اختصاص یابد.
بیگانگان از شرکت در برنامه‌های خدمت ملی معاف هستند اما کسانی که تابعیت دوگانه دارند از این قاعده مستثنا هستند.

### کاستاریکا
کاستاریکا در سال ۱۹۴۸ خدمت وظیفه را ملغی اعلام کرد.

### کانادا
در کانادا هیچ‌گاه از فراخوان خدمت وظیفه عمومی در زمان صلح استفاده نشده‌است. خدمت وظیفه عمومی در هنگامه جنگ جهانی اول و دوم به ویژه در استان کبک مورد مناقشه شدید قرار گرفت.

### کرواسی
در تاریخ ۳ اکتبر ۲۰۰۷ دولت جمهوری کرواسی به مجلس پیشنهاد داد تا در مورد تعلیق تمام خدمات اجباری نظامی تصمیم بگیرد. این نظر که توسط رئیس‌جمهور استفان مسیچ پشتیبانی می‌شد در تاریخ ۵ اکتبر ۲۰۰۷ تصویب شد و حالت رسمی یافت. از تاریخ ۱ ژانویه ۲۰۰۸ کلیه خدمات اجباری نظامی (یا غیرنظامی) تبدیل به خدمت داوطلبانه شده‌اند.

### لاتویا
لاتویا از تاریخ ۱ ژانویه ۲۰۰۷ خدمت وظیفه را الغا کرد.

### لبنان
تا پیش از این خدمت وظیفه عمومی به طول یک سال برای مردان در لبنان وجود داشت. در تاریخ ۴ مه ۲۰۰۵ نظام خدمت وظیفه جدیدی تصویب شد که در آن خدمتی شش‌ماهه پیش‌بینی شده بود و همچنین این طرح دولت را ملزم به الغای خدمت سربازی در ۲ سال آینده کرده بود. خدمت وظیفه عمومی در تاریخ ۱۰ فوریه ۲۰۰۷ در لبنان الغا شد.

### لوکزامبورگ
لوکزامبورگ دارای ارتشی داوطلب است.

### لهستان
لهستان در تاریخ ۵ دسامبر ۲۰۰۸ خدمت اجباری را لغو کرد.

### مجارستان
مجارستان در نوامبر سال ۲۰۰۴ خدمت وظیفه عمومی را ملغی اعلام کرد. الغای خدمت سربازی پس از پایان یافتن مناقشات سیاسی طولانی مدتی بود که منجر به تغییر قانون اساسی شد. برای بازگرداندن خدمت وظیفه، باید دو سوم نمایندگان به آن رأی مثبت دهند که در آینده نزدیک بسیار نامحتمل به نظر می‌رسد. هم‌اکنون این کشور در حال توسعه ارتش حرفه‌ای خود با تأکید بر سربازان پیمانی است که هر چهار سال به‌طور داوطلبانه خدمت خواهند کرد.

### مراکش
مراکش خدمت وظیفه را از تاریخ ۳۱ اوت ۲۰۰۶ لغو کرد.

### مقدونیه (جمهوری)
جمهوری مقدونیه در اکتبر ۲۰۰۶ خدمت وظیفه عمومی را لغو کرد.

### مونتنگرو
فیلیپ وویانوویچ رئیس‌جمهور مونتنگرو، از تاریخ ۳۰ اوت ۲۰۰۶ خدمت سربازی را لغو کرد.

### هلند
هلند در سال ۱۸۱۴ خدمت وظیفه عمومی را برای ایجاد نیروی مقاومت ملی (میلیشیا) تشکیل داد. در همان زمان نیز یک ارتش دائمی که صرفاً توسط داوطلبان تشکیل شده بود را نیز بنا نهاد. با این حال کمبود نیروی داوطلب باعث شد هر دو نیرو در سال ۱۸۱۹ با هم ترکیب شوند، به شکلی که توده سربازان آن ارتش، وظیفه بودند و فرماندهان آن‌ها افسران و درجه‌داران حرفه‌ای بودند.
این نظام تا پایان جنگ سرد وجود داشت. بین سال‌های ۱۹۹۱ و ۱۹۹۶ ارتش هلند نیروهای وظیفه خود را به تدریج کم کرد و تبدیل به ارتشی کاملاً داوطلب شد. آخرین نیروهای وظیفه در سال ۱۹۹۵ به خدمت اعزام شدند و در سال ۱۹۹۶ ترخیص شدند. هلند تا به حال به شکل رسمی خدمت وظیفه عمومی را لغو نکرده‌است؛ این به آن معنا است که قانون و سیستمی که سربازان را به خدمت اعزام می‌کرد همچنان برقرار است و شهروندان هلندی که خدمت نظامی خود را تا پیش از سال ۱۹۹۶ کامل کرده‌اند را می‌توان (از نظر قانونی) در مواقع بحرانی به خدمت فراخواند.

### هند
هند چه در زمان استعمار بریتانیا یا حتی پس از استقلال در سال ۱۹۴۷ تا به حال خدمت وظیفه عمومی نداشته‌است. در جنگ جهانی دوم ارتش هند یکی از بزرگ‌ترین ارتش‌های کاملاً داوطلب تاریخ را داشت که تعداد نفرات آن به بیش از ۲/۵ میلیون نفر می‌رسید. از آن زمان تاکنون این کشور توانسته‌است رکورد دومین ارتش بزرگ و اولین ارتش کاملاً داوطلب را حفظ کند.

## کشورهایی که خدمت وظیفه عمومی دارند

### اتریش
مردان اتریشی که از نظر جسمی سالم هستند و در سنین بین ۱۸ تا ۳۵ سال قرار دارند باید به کشور خود خدمت نظامی‌کنند. طول خدمت از سال ۲۰۰۶ به ۶ ماه رسیده‌است. فرمان‌شکنان وجدانی نیز می‌توانند به خدمت غیرنظامی به مدت ۹ ماه بپردازند.
زنان نیز از تاریخ ۱ ژانویه ۱۹۹۸ اجازه یافتند به شکل داوطلبانه به خدمت نظامی ملحق شوند.

### ارمنستان
در ارمنستان مردانی که بین سنین ۱۸ تا ۲۷ سالگی هستند باید حداکثر به مدت ۱۸ماه به خدمت نظام وظیفه بروند.

### اسرائیل
اسرائیل دارای خدمت وظیفه برای تمام مردان و زنان است. تمام شهروندان اسرائیلی در سن ۱۸ سالگی یا پایان کلاس دوازدهم مشمول خدمت وظیفه می‌شوند به جز در موارد ذیل:
- حریدی‌ها (گروهی از یهودیان) می‌توانند در طول تحصیلات مذهبی از خدمت معاف باشند.
- اعراب اسرائیلی از خدمت معاف هستند اما با این حال می‌توانند داوطلب شوند. مردم دیگری که جزو جوامع غیر یهودی این کشور هستند مانند دروزی‌ها، بادیه‌نشینان و چرکسی‌ها باید به خدمت بروند. با این حال زنان آن‌ها نمی‌توانند داوطلب شوند.
- زنان مؤمن یهودی می‌توانند برای معافیت از خدمت متقاضی شوند. هر چند برخی از آن‌ها خواستار اعزام به خدمت می‌شوند، بسیاری می‌خواهند به شکل داوطلبانه و غیرنظامی در طرح خدمت ملی «شروت لئومی» شرکت کنند.
- زنانی که ازدواج کنند یا باردار شده باشند به خدمت اعزام نمی‌شوند.
- افرادی که از لحاظ روانی یا جسمی صلاحیت لازم را نداشته باشند نیز به خدمت اعزام نمی‌شوند.

به‌طور معمول مردان اسرائیلی باید ۳ سال و زنان اسرائیلی ۲ سال خدمت کنند. افسران و سربازانی که در نیروهای ویژه‌ای همچون نحال و حسدر هستند باید خدمت بیشتری کنند. افرادی که در «مچینا» (دوره آمادگی پیش از اعزام) حضور دارند می‌توانند خدمت را تا پایان برنامه که معمولاً یک سال است به تعویق اندازند. برنامه دیگری به نام (اتوداعی) برای متقاضیان شایسته وجود دارد که به آن‌ها اجازه می‌دهد تا پیش از اعزام به تحصیلات آکادمیک بپردازند.
فرمان‌شکنان وجدانی بسیار کمی در اسرائیل وجود دارند. امر شایعتری که بین سربازان ذخیره وجود دارد، عدم قبول خدمت در کرانه باختری رود اردن و غزه است. ممکن است برخی از این فرمان‌شکنان وجدانی را به جاهای دیگر بفرستند یا آن‌ها را به مدت چند ماه تا یک سال به زندان محکوم کنند و پس از آن به عنوان فرد ناشایست ترخیص کنند.
مردان پس از پایان مدت خدمت وظیفه عادی باید ۴۵ روز در سال را به خدمت احتیاط (میلوم) بپردازند تا اینکه به سن ۴۰ سالگی برسند. زنان نیز در برخی از مشاغل خاص مجبور به انجام خدمت احتیاط به میزان کمی هستند تا اینکه به سن بیست و چهار سالگی برسند یا ازدواج کنند یا باردار شوند.

### اوکراین
قانون خدمت سربازی مردان ۱۸ تا ۲۵ ساله را شامل می‌شود.
گزینه‌های سربازی در اوکراین شامل دورهٔ آموزشی افسر احتیاط به مدت دو سال (که در دانشگاه‌ها انجام می‌شود و به معنای عدم حضور در ارتش است) یا یک سال خدمت عادی است. افرادی که سنشان از بیست و پنج سال بگذرد را نمی‌توان به خدمت فراخواند. ارتش اوکراین نیز تا مدتی پیش مانند روسیه درگیر مشکلاتی مانند ددو واشینا بود تا اینکه بر اثر تقلیل خدمت سربازی این مشکلات رو به کاهش گذاشتند.
طول خدمت در اوایل دهه ۲۰۰۰ میلادی از ۲۴ ماه به ۱۸ ماه و سپس به ۱۲ ماه کاهش یافت. از دیگر دلایل کاهش این مشکلات کم شدن تعداد پرسنل وظیفه به دلیل رویکرد ارتش به سمت حرفه‌ای شدن است.
مقامات اوکراین با توجه به وخیم شدن اوضاع در شرق این کشور، خدمت سربازی را در اوکراین که حدود یکسال پیش لغو شده بود، اجباری اعلام کردند.

### ایران

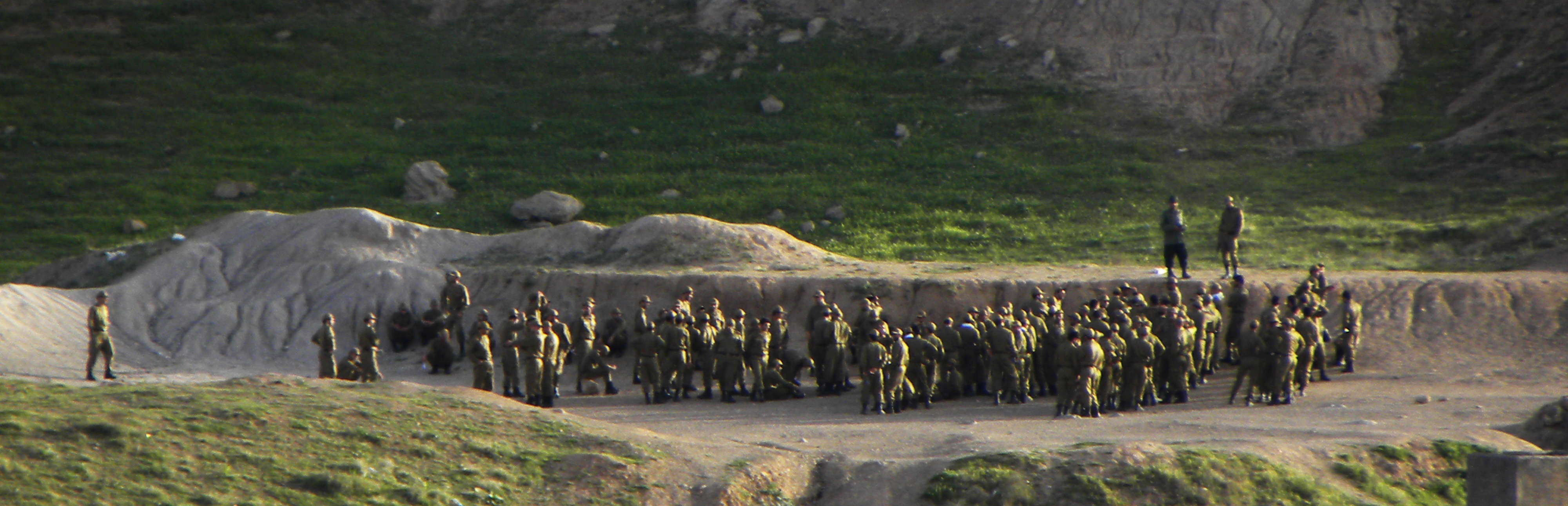
سربازانِ وظیفهٔ ناجا در شمالِ شهرِ نیشابور، در حال آموزش و آزاد-باشی

ایران دارای خدمت وظیفه عمومی برای مردان است. لایحه خدمت اجباری نظام وظیفه در سال ۱۳۰۳ توسط رضا شاه به مجلس شورای ملی چهارم تقدیم شد و در آن جا به رغم مخالفت ملاکان بزرگ و روحانیون به تصویب آن مجلس رسید.
ماده چهارم قانون خدمت وظیفه عمومی مصوب سال ۱۳۶۳ بیان می‌کند که خدمت وظیفه عمومی در ایران ۳۰ سال است که به چهار دوره تقسیم می‌شود. خدمت دوره ضرورت (۲ سال)، دوره احتیاط (۸ سال)، دوره ذخیره اول (۱۰ سال) و دوره ذخیره دوم (۱۰ سال). همچنین این قانون به شورای عالی دفاع اجازه می‌دهد در شرایطی که تعداد مشمولان مازاد بر نیاز باشد، طول دوره ضرورت به ۱۸ ماه کاهش یابد.

هم‌اکنون طول خدمت وظیفه در ایران ۲۱ ماه است. اما خدمت در مناطق محروم و با فاصله بیش از ۲۰۰ کیلومتر از محل زندگی ۱۸ ماه و در مناطق مرزی ۱۴ ماه است.
قانون به حکومت اجازه می‌دهد تا طبقاتی از کارکنان وظیفه‌ای که خدمت دوره ضرورت را به پایان برده‌اند برای تجدید یا تکمیل آموزش نظامی فراخوان کند. این فراخوان‌شدگان، حقوقی معادل حقوق نفرات پایور هم‌درجهٔ خود دریافت خواهند کرد.
افرادی که دارای مصدومیت یا نارسایی‌های بدنی یا دارای برخی شرایط روحی هستند ذیل نام معاف از رزم به سربازی اجباری اعزام‌می‌گردند. دانش‌آموزان و دانشجویان تا زمانی که تحصیل می‌کنند از خدمت معاف هستند.
هر چه که میزان تحصیلات فرد بالاتر باشد، درجهٔ وی نیز بالاتر خواهد بود. بنابر قانون خدمت وظیفه عمومی نفراتی که دارای مدرک کارشناسی ارشد به بالا باشند به درجه ستوان سومی، نفراتی که دارای مدرک کارشناسی باشند به درجه گروهبان یکم، استوار یکم، استوار دوم و نفراتی که دارای مدرک کاردانی (فوق دیپلم) باشند به درجه گروهبان دومی گروهبان سومی نائل می‌شوند؛ و نفراتی که دارای مدرک تحصیلی دیپلم باشند به درجه سرجوخه یا سرباز یکم نایل می‌شوند و سربازان صفر نیز از بین دارندگان مدارک زیر دیپلم انتخاب می‌شوند. در صورتی که در ارتش دارندگان مدرک دیپلم دوره کد (تخصصی) را سپری کنند، به درجه گروهبان سومی و نائل می‌شوند.
حقوق این افراد نیز در طول خدمت وظیفه عمومی با توجه به درجه آن‌ها تعیین می‌شود. بدین صورت که بنابر مصوبه سال ۱۳۸۸، از ۴۱٬۵۰۰ تومان برای سرباز سوم تا ۶۹٬۶۰۰ تومان برای ستوان یکم دارای کارشناسی رشته فنی و ۷۶٬۹۰۰ تومان برای ستوان یکم دارای کارشناسی رشته پزشکی، متفاوت است.
در اسفند ماه سال ۱۳۹۰ سازمان نظام وظیفه ایران بخش نامه جدیدی را برای افزایش سن مشمولیت برای خدمت سربازی را از ۱۷ سال تمام یا همان ۱۸ سالگی، تنظیم کرد و به ۱۸ سال تمام یا همان ۱۹ سالگی تغییر داد.
قانون جدید وظیفه عمومی پس از کش و قوس فراوان در ۲۲ آبان سال ۹۰ تصویب شد و در دوم آذرماه همین سال به تأیید شورای نگهبان رسید. این قانون در ۲۲ آذرماه سال ۹۰ از سوی رئیس‌جمهور به نیروهای مسلح ابلاغ شد و در نهایت پس از بررسی لازم ستاد کل این قانون را در تاریخ ۱۰ بهمن ۹۰ به‌منظور اجرا به نیروهای مسلح ابلاغ کرد. براساس ماده ۵۳ قانون خدمت وظیفه عمومی این قانون از تاریخ تصویب لازم‌الاجرا اعلام شده‌است.
کمپین نه به سربازی اجباری در ایران از شهریور ۱۳۹۲ با هدف آگاه‌رسانی و تحقق سربازی اختیاری (و حرفه‌ای) در ایران آغاز به کار کرده‌است. این کمپین با ترجمه متون اقتصادی و حقوق بشری، در جهت محقق شدن سربازی اختیاری و حرفه‌ای می‌کوشد.

### برزیل
هنگامی که مردان برزیلی به سن ۱۸ سالگی می‌رسند باید ۱۲ ماه به کشور خود خدمت نظامی‌کنند. هر چند به‌طور رسمی تمام مردان باید به خدمت بروند اما استثناهای متعددی وجود دارند که باعث می‌شوند عملاً خدمت نظامی محدود به داوطلبان باشد. بیشتر اوقات خدمت نظامی در پایگاه‌های نظامی نزدیک به منزل نفرات اجرا می‌شود. دولت معمولاً از کسانی که قصد رفتن به دانشگاه را دارند یا دارای شغل ثابتی هستند نمی‌خواهد که به خدمت سربازی بروند. دلایل زیاد دیگری مانند شرایط پزشکی وجود دارند که می‌توانند باعث معافی اشخاص از خدمت وظیفه شوند. سربازانی که در دانشگاه پذیرفته شوند می‌توانند با استفاده از برنامه‌ای که شبیه به برنامه ROTC آمریکایی است خدمت خود را بگذرانند. پذیرش مستقیم در یکی از آکادمی‌های نظامی نیز می‌تواند جایگزین این خدمت شود.

### برمودا
با اینکه برمودا یکی از سرزمین‌های ماورای بحار بریتانیا است اما هنوز هم خدمت وظیفه را برای دفاع از خود حفظ کرده‌است. مردانی که در سنین ۱۸ تا ۳۲ سال هستند با استفاده از قرعه‌کشی به خدمت فراخوانده می‌شوند تا به مدت ۳۸ ماه در گردان برمودا خدمت کنند. حضور در خدمت به صورت پاره‌وقت است. با این حال هر کس که اعتراضی به این شیوه داشته باشد حق دارد وضع خود را در دادگاه معافیت مطرح کند.

### بلاروس
مردان کشور بلاروس که از نظر جسمی سالم هستند و در سنین بین ۱۸ تا ۲۷ سال قرار دارند باید به کشور خود خدمت کنند. طول این خدمت برای افرادی که دارای تحصیلات عالی نیستند ۱۸ ماه و برای کسانی که تحصیلات عالی دارند ۱۲ ماه است.

### تایوان
جمهوری خلق چین از سال ۱۹۴۹ دارای خدمت وظیفه برای تمام مردان بوده‌است. زنانی که در جزایر دور افتاده فوچین زندگی می‌کنند نیز باید در پدافند غیرنظامی محل زندگی خود نقش داشته باشند. خدمت اجباری از بیست و چهار ماه به بیست و دو ماه تقلیل یافته‌است. در ژانویه ۲۰۰۴ این خدمت به ۱۸ ماه کاهش یافت و از ۱ ژانویه ۲۰۰۶ به شانزده تنزل یافت. وزارت دفاع جمهوری خلق چین اعلام کرده‌است در صورتی که نام‌نویسی داوطلبانه به حد مطلوب برسد و تداوم داشته باشد، میزان خدمت سربازی برای کارکنان وظیفه در سال ۲۰۰۷ به چهارده ماه و در سال ۲۰۰۸ به دوازده ماه کاهش خواهد یافت.
اتباع چینی که در سرزمین‌های ماورای بحار چین ساکن هستند از خدمت معاف می‌باشند.
مشمولان خدمت می‌توانند تقاضای خدمت جایگزین کنند. این خدمات معمولاً جزو خدمات اجتماعی است و طول خدمت کسانی که در این سیستم پذیرفته می‌شوند بیش از کارکنان وظیفه بخش‌های نظامی است. کارکنان وظیفه متخصصی که فارغ‌التحصیل رشته‌های علوم یا مهندسی هستند به شرطی که بتوانند در آزمون‌های انتخاب افسری پذیرفته شوند می‌توانند در نظام خدمت دفاع ملی که در ابتدا با یک دوره آموزشی نظامی سه‌ماهه آغاز می‌شود و سپس مأموریت افسری در نیروهای احتیاط و چهار سال کار فنی در صنایع دفاعی یا مؤسسات پژوهشی دولت را در پی دارد خدمت کنند.
وزارت کشور مأمور اداره آژانس خدمت وظیفه ملی است.
وزارت دفاع چین در یکم اوت ۲۰۰۸ اعلام کرد که از سال ۲۰۱۴ به بعد تایوان دارای نیروی نظامی حرفه‌ای کاملاً داوطلب خواهد بود. با این حال مردانی که داوطلب نمی‌شوند باید سه تا چهار ماه آموزش نظامی ببینند. کسانی که در هنگام مشمولیت، تحصیلات عالی ندارند باید به دوره آموزشی سه‌ماهه بروند. در حالی که افرادی که در حال گذراندن تحصیلات عالی هستند باید در سه ماه تعطیلی تابستان آموزش نظامی خود را تکمیل کنند.
در صورتی که این سیاست ثابت بماند تایوان دارای یک نیروی نظامی کاملاً حرفه‌ای خواهد بود و در عین حال هر مرد تایوانی باید دوره آموزشی نظامی سه یا چهارماهه را بگذراند. به این صورت حتی بعد از سال ۲۰۱۴ خدمت وظیفه همچنان به نحوی در این کشور برقرار خواهد ماند.

### ترکیه
در ترکیه خدمت نظامی اجباری برای شهروندان مردی که بین سنین ۲۰ تا ۴۱ سال هستند (با کمی استثنا) اعمال می‌شود. کسانی که در حال تحصیل در سطوح دانشگاهی هستند یا مشغول گذراندن طرح‌های فنی و حرفه‌ای هستند می‌توانند خدمت خود را تا پایان برنامه مذکور به تعویق بیندازند. طول خدمت ضرورت متفاوت است. در ژوئیه ۲۰۰۳ از طول خدمت سربازی کاسته شد که به این شرح است: پانزده ماه برای سربازان صفر (قبلاً هجده ماه بود)، دوازده ماه برای افسران احتیاط (قبلاً شانزده ماه بود) و شش ماه برای سربازان کوتاه مدت که شامل کسانی می‌شود که مدرک دانشگاهی به دست آورده‌اند ولی خود را به عنوان افسر احتیاط در وقت مقرر معرفی نکرده‌اند (قبلاً هشت ماه بود).
شهروندان ترک که دست کم سه سال خارج از ترکیه زندگی کرده‌اند به شرطی که حاضر به پرداخت مبلغی معین باشند می‌توانند به یک دوره آموزشی بیست و یک روزه (که قبلاً بیست و هشت روز بود) بروند و به این صورت خدمت سربازی خود را به پایان ببرند. همچنین هنگامی که ستاد مشترک ارتش تشخیص دهد که نیروی احتیاط ارتش بیشتر از نیاز است، نظامی برقرار می‌شود که طبق آن هر مشمول می‌تواند با دادن مقداری پول و گذراندن دوره آموزشی یک‌ماهه خدمت خود را طبق قانون به پایان ببرد. با این حال تاکنون این قانون عملی نشده‌است.
هرچند زنان مجبور به خدمت در نظام نیستند اما می‌توانند افسر بشوند.
فرمان‌شکنی وجدانی (اعتراض اخلاقی) نسبت به خدمت سربازی در ترکیه برخلاف قانون است و متخلفان را می‌توان طبق قانون به زندان محکوم کرد. بسیاری از این معترضان به عنوان پناهنده یا کارگر خارجی به کشورهای همسایه یا اتحادیه اروپا فرار می‌کنند.

### چین
خدمت وظیفه از زمان تأسیس جمهوری خلق چین در سال ۱۹۴۹ در تئوری وجود داشته‌است. با این حال به دلیل جمعیت کلان چین و وجود داوطلبان زیادی که تقاضای ورود به ارتش این کشور را دارند، تا به حال فراخوان خدمت اعلام نشده‌است.
خدمت وظیفه در ماده ۵۵ قانون اساسی چین این‌طور تقدیس شده‌است: «وظیفهٔ مقدس هر شهروند جمهوری خلق چین است که از میهن مادری خود در برابر حملات دشمنان دفاع کند. وظیفهٔ افتخارآمیز هر شهروند جمهوری خلق چین انجام خدمت نظامی و عضویت در نیروهای مقاومت است.»
مبنای حقوقی فعلی خدمت وظیفه، قانون نظامی مصوب سال ۱۹۸۴ است که این‌طور بیان می‌کند که خدمت نظامی، وظیفهٔ «تمام شهروندان بدون تمایز نژادی (...) و گرایش مذهبی» است. این قانون از زمانی که تصحیح شده به حالت اجرا در نیامده است.
خدمت نظامی معمولاً در نیروهای مسلح عادی انجام می‌شود، اما قانون سال ۱۹۸۴ اجازهٔ اجرای خدمت وظیفه تحت عنوان نیروهای احتیاط را نیز داده‌است.
ساکنان هنگ کنگ و ماکائو از سال ۱۹۹۷ و ۱۹۹۹ از عضویت در ارتش منع شده‌اند.

### دانمارک
طبق قانون اساسی دانمارک تمامی مردانی که از سلامتی کامل برخوردارند باید به خدمت اجباری بروند. خدمت به‌طور عادی ۴ ماه طول می‌کشد و معمولاً توسط افراد ۱۸ تا ۲۷ ساله انجام می‌شود. برخی از خدمات خاص، بیشتر طول می‌کشند.
معمولاً هنگامی که پسران دانمارکی به سالروز ۱۸ سالگی خود می‌رسند نامه‌ای دریافت می‌کنند که در آن از آن‌ها پرسیده می‌شود که چه زمانی تحصیلات خود را به پایان خواهند برد. کمی بعد نامه‌ای به دست آن‌ها می‌رسد که طی آن تاریخ مراجعه به سازمان نظام وظیفه برای انجام معاینات جسمی و روانی تعیین شده‌است. با این حال ممکن است برخی از افراد، شایستهٔ حضور در خدمت محسوب نشوند. حتی اگر شخصی شرایط لازم برای خدمت را داشته باشد ممکن است با نوشتن یک عدد تصادفی از رفتن به خدمت اجتناب کند. افرادی که از نظر روانی و جسمی از آمادگی کمتری برخوردارند پایین‌تر از افراد آماده‌تر قرار می‌گیرند و به این ترتیب احتمال اعزامشان بسیار کمتر خواهد بود. در صورت بروز بحران، دولت می‌تواند مردان سالم را تا مرز ۵۰ سالگی به خدمت فرا بخواند. این فراخوان بدون در نظر گرفتن اتمام یا عدم اتمام خدمت وظیفه آن‌ها است. این حق بسیار به ندرت توسط دولتمردان دانمارکی استفاده شده‌است.
فرمان‌شکنان وجدانی می‌توانند به جای خدمت نظامی، به مدت ۶ ماه در مشاغل غیرنظامی مانند طرح Redningsberedskabet (که شامل حوادث غیرنظامی مانند آتش‌سوزی، سیل، آلودگی و غیره) یا کار در یک کشور جهان سوم بپردازند.

### روسیه
سیستم خدمت وظیفه در امپراتوری روسیه، اولین بار در تاریخ ۱ ژانویه ۱۸۷۴ توسط دمیتری میلیوتین برقرار شد. فدراسیون روسیه تا سال ۲۰۰۸ دارای ۱۲ ماه خدمت وظیفه اجباری برای مردان بوده‌است. برخی از نمونه‌های عدم حضور بر سر خدمت وظیفه در روسیه به شرح زیرند:
- تحصیل در دانشگاه یا یک مرکز مشابه دیگر. تمام دانشجویان تمام-وقت از خدمت سربازی معاف هستند اما ممکن است پس از فارغ‌التحصیلی (یا اخراج) به خدمت فراخوانده شوند. دانش‌جویان پس از فارغ‌التحصیلی به عنوان سرباز صرف به خدمت گرفته می‌شوند ولی اگر دارای آموزش‌های نظامی‌باشند می‌توانند تقاضای خدمت ۲ ساله با درجه افسری بدهند. کسانی که تحصیلات عالی خود را به صورت تمام-وقت ادامه دهند یا درجه آکادمیک داشته باشند (مانند پی اچ دی، دکترای علوم) به خدمت فراخوانده نمی‌شوند.
- دریافت گواهی پزشکی مبنی بر عدم تناسب جسمی برای خدمت.
- داشتن بیش از دو فرزند.

در روسیه تنها کسانی به خدمت فراخوانده می‌شوند که بین سنین ۱۸ تا ۲۷ سال باشند یعنی اگر سن کسی از ۲۷ سال بگذرد، به خدمت فراخوانده نخواهد شد. در سال ۲۰۰۶ دولت روسیه و مجلس دوما به تدریج مدت خدمت را برای کسانی که در سال ۲۰۰۷ مشمول می‌شدند از ۲۴ ماه به ۱۸ ماه و کسانی که در سال ۲۰۰۸ مشمول می‌شدند به ۱۲ ماه کاهش دادند. سپس برخی از مواد قانونی که مانع مشمولیت سربازی می‌شد را حذف کردند (مانند قانون عدم مشمولیت پزشکان و معلمان روستایی و مردانی که فرزندان کوچکتر از ۳ سال دارند…). این قوانین از ۱ ژانویه ۲۰۰۸ اعمال شدند. همچنین از این تاریخ، دانشجویان تمام-وقتی که از دانشگاه‌های غیرنظامی فارغ‌التحصیل شده بودند و آموزش‌های نظامی دیده بودند از خدمت معاف می‌شدند.
امرای ارتش روسیه غالباً از این مسئله شکایت داشته‌اند که توده بزرگی از بدنه ارتش را سربازان معتاد به مواد مخدر، کندذهن و سابقه‌دار تشکیل داده‌اند. در نتیجه روحیه و کارکرد نیروهای مسلح این کشور به شدت افت کرده‌است. پرسنل وظیفه در ابتدای ورود به ارتش مجبور به انجام کارهای سخت و تحمل خشونت هستند که در زبان روسی به آن «ددو واشینا» (dedovshchina) می‌گویند. چندین تن از سربازان نیز به دلیل این خشونت‌ها مرده‌اند.

### سنگاپور
در تاریخ ۱۴ مارس ۱۹۶۷ در سنگاپور متممی به تصویب رسید که طبق آن تمام مردان تندرستی که بین ۱۸ تا ۲۱ سال سن داشتند مجبور به انجام خدمت نظامی ۲۴ ماهه در یکی از نیروهای مسلح، پلیس یا نیروی پدافند ملی سنگاپور می‌شدند. هر فرد پس از انجام ۲۴ ماه خدمت دوره ضرورت، باید تا ده سال و هر سال به مدت ۴۰ روز در آموزش‌های دوره احتیاط شرکت کند.
بیشینهٔ سربازان وظیفه در ارتش سنگاپور خدمت می‌کنند زیرا این نیرو به نیروی انسانی زیادی نیاز دارد. تقریباً تمام سربازان وظیفه پیش از اعزام به یکی از نیروهای پلیس یا پدافند ملی، آموزش‌های نظامی ابتدایی می‌بینند. مشمولان، اجازه انتخاب محل خدمت خود را ندارند. سربازان وظیفه که به آن‌ها خادمین ملی نیز گفته می‌شود، می‌توانند در صورت داشتن تخصص مشاغل رهبری را به عنوان متخصص و افسر جزء اشغال کنند.
سنگاپور تا پیش از سال ۲۰۰۵ با داشتن ۳۰ ماه خدمت سربازی، دارای یکی از طولانی‌ترین دوره‌های خدمت در دنیا بود. اما این کشور پس از آن که کره جنوبی در سال ۲۰۱۲ خدمت سربازی را ۱۸ ماه کاهش دهد، رکورد قبلی را دوباره به دست خواهد آورد.

### سوئد
سال گذشته قانون اجباری بودن سربازی در این کشور حذف شده‌است از سال ۱۹۰۲ خدمت سربازی در سوئد اجباری بوده‌است. تمام مردان سوئدی که بین سنین ۱۸ تا ۴۷ سال سن دارند برای خدمت در نیروهای مسلح فراخوانده خواهند شد. میزان فراخوان‌شدگان در طول زمان متغیر بوده‌است اما در زمان جنگ سرد این مقدار به ۹۰٪ رسید. طول خدمت سربازی بین ۸ تا ۱۵ ماه بود، اما در تغییرات اخیر آموزش‌های مدرسه نیز لحاظ شدند که با احتساب آن‌ها طول این دوره به ۱۱ تا ۱۵ ماه تغییر یافت.
مردان می‌توانند به جای خدمت نظامی، به یکی از خدمات غیرنظامی مانند آتش‌نشانی بپردازند. طول خدمت غیرنظامی کوتاه‌تر از دوره نظامی است.
زنان از سال ۱۹۸۰ می‌توانستند به خدمت در نیروهای مسلح بپردازند. در سال ۲۰۰۲ دولت سوئد از ارتش خواست تا امکان خدمت نظامی اجباری زنان را بررسی کند.

### سوئیس
سوئیس دارای بزرگ‌ترین نیروی شبه نظامی جهان است (به همراه ۲۲۰۰۰۰ نفر نیروی احتیاط). بنابر قانون اساسی فدرال خدمت نظامی برای مردان اجباری است. این خدمت مشتمل بر ۱۸ تا ۲۱ هفته آموزش ابتدایی (بر حسب شاخه یگانی) و ۳ هفته آموزش مجدد در طول هر سال است. میزان این آموزش‌های سالانه که موازی با میزان درجه افزایش می‌یابد باید به حد معینی برسد (این مقدار برای سربازان صرف ۲۶۰ روز است). خدمت برای زنان داوطلبانه است اما از همه نظر با خدمت مردان برابر است. فرمان‌شکنان وجدانی می‌توانند به جای خدمت نظامی، یکی از خدمات غیرنظامی را به مدت ۳۹۰ روز بر عهده بگیرند. در سال‌های اخیر معافیت‌های تعویقی پزشکی و معافیت از آموزش‌های ابتدایی نظامی (که غالباً شک‌برانگیز هستند) افزایش چشم‌گیری یافته‌است؛ بنابراین تنها ۵۵٪ تا ۶۰٪ مردانی سوئیسی واقعاً خدمت نظامی خود را کامل می‌کنند.

### فنلاند
فنلاند دارای خدمت نظامی اجباری به مدت ۶ ماه (۱۸۰ روز) برای مردان، بسته به جایگاه آن‌ها است: کسانی که به عنوان افسر یا درجه‌دار آموزش دیده‌اند باید ۱۲ ماه (۳۶۲ روز) خدمت کنند. سربازان ویژه نیز باید ۹ ماه (۲۷۰ روز) یا ۱۲ ماه خدمت کنند. این درحالی است که سربازان صرف کمترین طول خدمت را دارند. خدمت غیررزمی نیز امکان‌پذیر است و طول آن ۱۱ ماه (۳۳۰ روز) است. الزام ورود به خدمت از سن ۱۹ سالگی آغاز می‌شود و ممکن است تا ۲۹ سالگی به تعویق افتد. در آن هنگام خدمت برای مشمول اجباری می‌شود یا وی از خدمت معاف می‌گردد.
زنان از سال ۱۹۹۵ اجازه داوطلب شدن در خدمت نظامی را پیدا کردند. آن‌ها در ۴۵ روز اولیه می‌توانند خدمت را ترک کنند. اما پس از ۴۵ روز تمامی الزام‌هایی که در مورد طول خدمت برای مردان وجود دارد شامل آن‌ها نیز خواهد شد مگر این که دلایل پزشکی مانع از آن شود. بارداری هنگام خدمت باعث توقف خدمت می‌شود اما موجب اخراج خودکار نخواهد شد.
خدمت غیرنظامی نیز برای مردانی که اخلاقیات (وجدان) آن‌ها در تعارض با خدمت نظامی است به مدت ۱۲ ماه وجود دارد. مردانی که کلاً از رفتن به سربازی خودداری کنند به مدت ۶ ماه به زندان می‌افتند. اما اگر در حال خدمت باشند، مدت حبس به میزان نصف روزهای باقی‌مانده از خدمتشان محاسبه خواهد شد. مردانی که در منطقه غیرنظامی آلند زندگی می‌کنند باید در دفاتر گمرک یا فانوس‌های دریایی خدمت کنند اما از آن جا که این خدمت هنوز ساختار نیافته‌است ساکنان این منطقه عملاً از خدمت معاف هستند. خدمت پیروان گواهان یهوه هر دو سال به تعویق می‌افتد تا اینکه فرد به ۲۸ سالگی برسد. در آن سن وی از خدمت معاف می‌شود. خدمت نظامی از زمان استقلال فنلاند برای تمام مردان اجباری بوده‌است.
سربازان و خدمه غیرنظامی ارتش حقوقی به میزان ۳٬۸۰ یورو (از روز اول تا روز ۱۸۰)، ۶٬۵۰ یورو (از روز ۱۸۱ تا ۲۷۰) و ۹ یورو (از روز ۲۷۱ تا پایان خدمت) دریافت می‌کنند.
تقریباً ۲۰٪ از افراد، آموزش درجه‌داری (سرجوخگی و گروهبانی) و ۱۰٪ از آن‌ها به عنوان افسر احتیاط (با درجه ستوان دوم) آموزش می‌بینند. در زمان جنگ از افسران احتیاط انتظار می‌رود بیشتر وظایف فرمانده یک گروهان را انجام دهند. تمام نفرات در آغاز خدمت به دورهٔ آموزشی یکسان ۸ هفته‌ای اعزام می‌شوند. پس از این ۸ هفته، فرماندهان تصمیم می‌گیرند که کدام یک از نفرات باید آموزش‌های درجه‌داری یا افسری را ببینند.
پس از اینکه یک سرباز خدمت وظیفه خود را به پایان برد به حالت احتیاط می‌رود. ممکن است که سربازان احتیاط (ذخیره) به تمرین‌های مجدد اجباری فراخوانده شوند. مدت این دوره برای سربازان صرف ۴۰ روز، سربازان ویژه ۷۵ روز و افسران و درجه‌داران ۱۰۰ روز است. هر سرباز احتیاطی به ازای هر روزی که در آموزش مجدد به سر می‌برد مبلغی در حدود ۵۰ یورو دریافت می‌کند. حقوق مذکور تقریباً بستگی به درجه نظامی دارد: افسران احتیاط ۵۶ یورو، درجه‌داران ۵۳ یورو و سربازان صرف ۵۱ یورو در روز دریافت می‌کنند. خدمت، اجباری است؛ نمی‌توان دستور حضور در تمرین مجدد را لغو کرد، تنها می‌توان آن را به تعویق انداخت. به تازگی امکان ارسال تقاضا برای اعزام به خدمت غیرنظامی به وجود آمده‌است از آن رو که نیروهای دفاعی فنلاند با کسری‌های بودجه متوالی مواجه می‌شوند و می‌توان این را در تعداد تمرین‌های مجدد نیروهای احتیاط مشاهده کرد.
معافیت کلی برای مشمولان وجود ندارد. تحصیل، کار یا فعالیت‌های اجتماعی دلیلی برای معافیت یا به تعویق انداختن خودکار تلقی نمی‌شوند. قانون، کارفرمایان، مالکان و غیره را ملزم به ادامه قراردادهای پیش از خدمت با مشمولان می‌کند. اجازه معافیت پزشکی یا عقب انداختن اعزام، تنها توسط پزشک نظامی صادر می‌شود. اگر پزشک احتمال بدهد که نارسایی بدنی یا روانی در آینده درمان خواهد شد، خدمت مشمول تنها به تعویق خواهد افتاد و از معافیت خبری نخواهد بود. دکترین اساسی این است که بیشینهٔ بزرگ هر گروه سنی با هم خدمت می‌کنند و اندازه ارتش فعال را می‌توان با تغییر حداکثر سن نفرات احتیاط کنترل کرد. این به جای استفاده از خدمت انتخابی خواهد بود.
جایگزین غیرنظامی خدمت وظیفه آن است که مشمول بتواند در یکی از مؤسسات عمومی کار پیدا کند (امریه بگیرد) و به مدت ۱۲ ماه (طولانی‌ترین زمان خدمت برای سربازان (راننده‌ها)) در آن مشغول باشد. تا پیش از سال ۲۰۰۸ قانون خواستار ۱۳ ماه خدمت بود که این مدت توسط مخالفان به عنوان دوره‌ای تنبیهی مورد انتقاد قرار می‌گرفت.
بیش از ۸۰٪ مردان فنلاندی خدمت خود را در ارتش به پایان خواهند برد. غالباً فشار زیادی از سوی اعضای خانواده وجود دارد تا جوانان حتماً در ارتش خدمت کنند و سراغ گزینه‌های غیرنظامی نروند؛ کهنه‌سربازان جنگ جهانی دوم از احترام زیادی در فنلاند برخوردارند. نرفتن به خدمت وظیفه، توهین نسبت به کهنه‌سربازان خانواده تلقی می‌شود. فرض اجتماعی متداولی بین فنلاندی‌ها وجود دارد مبنی بر اینکه مردانگی تنها با رفتن به سربازی قابل اثبات است و نرفتن به خدمت سربازی می‌تواند انگ «نامردی» یا «مرد واقعی» نبودن به فرد بزند. این موضوع به تازگی در حال افول است زیرا مردم آن را ایده‌ای کهنه می‌پندارند اما در برخی مشاغل سنتی مانند تدریس این عقیده همچنان پابرجاست. همچنین جوانان از این ترس دارند که کارفرمایان از استخدام افرادی که به جای خدمت نظامی به خدمت غیرنظامی پرداخته‌اند اجتناب کنند.
سیاست امنیت ملی فنلاند مبتنی بر دفاع کاملاً مستقل از تمامی خاک این کشور است. بیشینهٔ تعداد کارکنان نظامی خارج از کشور محدود به ۲۰۰۰ نفر (از بین ۹۰۰۰۰۰ نیروی احتیاط) است. همکاری با نیروهای سازمان ملل تنها توسط سربازان حرفه‌ای و سربازان احتیاطی آموزش‌دیده و حقوق‌بگیری که خود تقاضای چنین کاری کرده باشند صورت می‌گیرد؛ بنابراین هیچ‌گونه بحثی پیرامون «جنگ‌های برون‌مرزی» در رابطه با خدمت وظیفه عمومی وجود ندارد.
فرار از خدمت تقریباً وجود ندارد زیرا عدم حضور مشمول سریعاً به صدور قرار توقیف خواهد انجامید و وی پس از ۵ روز به عنوان غایب بدون ترک خدمت یا فراری تحت پیگرد قانونی قرار خواهد گرفت. ارائه کارت پایان خدمت برای صدور گذرنامه اجباری است.
مخالفت سیاسی با خدمت وظیفه بد تلقی شده و معمولاً آن را به گروه‌های کمونیست یا آنارشیست ربط می‌دهند. به ویژه آنکه گروه «مدافعان صلح» (Rauhanpuolustajat) که با آمادگی نظامی مخالف بودند در زمان جنگ سرد توسط شوروی حمایت می‌شدند؛ بنابراین مخالفت با نظام وظیفه به شدت عملی ضد میهنی و کمونیستی تلقی می‌شود.

### قبرس
قبرس دارای خدمت وظیفه عمومی برای تمام مردانی است که بین سنین ۱۸ تا ۵۰ سال قرار دارند. همچنین از سال ۲۰۰۸ به این سو تمام مردانی که معتقد به یکی از ادیان ارمنی، لاتین و مسیحی مارونی هستند نیز باید به خدمت سربازی بروند. خدمت نظامی ۲۵ ماه طول می‌کشد. سربازان ترخیص‌شده پس از پایان خدمت جزو نیروهای احتیاط تلقی شده و هر سال باید چند روزی در تمرینات نظامی شرکت کنند. فرمان‌شکنان وجدانی نیز می‌توانند ۳۳ ماه به شکل غیررزمی در ارتش یا ۳۸ ماه خدمت اجتماعی کنند. قانون‌گذاری و اعمالی که مربوط به خدمات جایگزین غیرنظامی است ذاتاً تنبیهی باقی‌مانده‌اند اما قانون جدیدی که در سال۲۰۰۴ تصویب شد باعث کاهش مدت این خدمات شد. کمیتهٔ ویژه‌ای که مأمور رسیدگی به تقاضاهای مربوط به فرمان‌شکنان وجدانی است طرح عدم پذیرش کلی مبتنی بر زمینه‌های ایدئولوژیک را پیشنهاد داد که دلیل آن مبتنی بر این بود که متقاضیان برای معافیت، از بروز عقاید خاص خود اجتناب می‌ورزند. AI تقاضای ارزیابی دوباره در روش‌های این کمیته و جایگزینی خدمت نظامی با خدمات کاملاً غیرنظامی توسط دولتمردان خارج از وزارت دفاع شده‌است. طرح عنان برای قبرس که طی یک رفراندوم در سال ۲۰۰۴ رد شد، خواستار غیرنظامی‌کردن این جزیره و انحلال نیروهای ترک و یونانی شده بود.

### کره جنوبی
کره جنوبی دارای ۲۴ تا ۲۷ ماه خدمت اجباری است. هیچ جایگزینی برای فرمان‌شکنان وجدانی جز زندان وجود ندارد. به‌طور کلی بیشینهٔ مردان کره جنوبی به جز عده کمی در ارتش خدمت می‌کنند. طول مدت خدمت از یک نیرو تا نیروی دیگر متفاوت است. تا سال ۲۰۱۲ خدمت در نیروی زمینی ارتش بسته به میزان تحصیلات، به ۱۸ ماه کاهش پیدا خواهد کرد، و تنها کسانی می‌تواند از خدمت سربازی معاف شوند که افتخار بین‌المللی خوب و مهم برای کشور خود کسب کرده باشند، چه ورزشی و چه علمی یا سیاسی.

### کره شمالی
کره شمالی از ۱۹۹۳ دارای خدمت اجباری ارتش برای تمامی مردان و از آوریل ۲۰۱۵ برای تمامی زنان است. مدت آن برای نیروهای عادی مرد ۱۲۰ ماه (۱۰ سال)، برای نیروهای ویژه ۱۵۶ ماه (۱۳ سال) و برای زنان (۱۷ تا ۲۰ ساله) دست کم ۳ سال است. مقام‌های کره شمالی در ۳۱ ژانویه ۲۰۱۵ (۱۱ بهمن ۱۳۹۳) با تصویب قانونی، خدمت سربازی برای زنان را اجباری کردند و به قانون خدمت داوطلبانه زنان پایان دادند.

### کلمبیا
کلمبیا دارای خدمت نظامی اجباری برای تمام مردان است.

### مصر
مصر دارای برنامهٔ خدمت نظامی اجباری برای مردانی است که در سنین بین ۱۸ تا ۳۰ سال قرار دارند. خدمت نظام وظیفه در نیروهای مسلح مصر به‌طور معمول تا پایان تحصیلات افراد به تعویق می‌افتد تا اینکه آن‌ها تقاضی ورود به خدمت را تا پیش از ۲۸ سالگی ارسال کنند. افرادی که سنشان از ۳۰ سال بگذرد، شایسته حضور در ارتش تلقی نمی‌شوند و مجبور به پرداخت جریمه خواهند شد. افرادی که برادر ندارند یا سرپرستی اولیای خود را بر عهده دارند از خدمت سربازی معاف می‌شوند. رئیس‌جمهور پیشین مصر، سادات گفته بود که هر مصری که دارای تابعیت دوگانه باشد از خدمت وظیفه معاف است. این معافیت تا امروز نیز ادامه دارد. مدت خدمت هر مرد مصری بنابر میزان تحصیلات وی از ۱۴ تا ۳۶ ماه می‌باشد. اخراجی‌های دبیرستان‌ها باید ۳۶ ماه (۳سال) خدمت کنند. دانش‌آموختگان دانشگاه‌ها بنابر میزان تحصیلات خود کمتر خدمت می‌کنند. دانش‌آموختگانی که تخصص دارند هنوز به خدمت فراخوانده می‌شوند اما درجه و حقوقشان با دیگران متفاوت است. همچنین به آن‌ها امکان ماندن در ارتش و انتخاب آن به عنوان شغل را هم می‌دهند. برخی از مصری‌ها از خدمت وظیفه فرار کرده و به کشورهای خارجی می‌روند تا سنشان از ۳۰ سال بگذرد. در آن سن ایشان محاکمه شده و مجبور به پرداخت ۵۸۰ دلار (طبق آمار سال ۲۰۰۴) می‌شوند و با مذمت از انجام خدمت سربازی در ارتش رها می‌شوند. این جرم که از نظر قانونی جرم «سیرت اخلاقی بد» تلقی می‌شود، شهروندان «بی‌وفا به میهن» را از استخدام در نهادهای رسمی منع می‌کند.

### مکزیک
در حال حاضر تمام مردانی که در مکزیک به سن هجده سالگی می‌رسند باید برای طی دوره خدمت وظیفه به مدت یک سال اقدام کنند. انتخاب آن‌ها توسط نوعی سامانهٔ قرعه‌کشی انجام می‌گیرد: هر کس که قرعه‌اش یک توپ سیاه‌رنگ باشد باید به عنوان یک نیروی احتیاطی به مدت یک سال به هیچ فعالیت شغلی دست نزند و در پایان سال، کارت پایان خدمت دوره ضرورت را دریافت کند. کسانی که توپ سفید می‌آورند شنبه‌ها در گردان خدمت نظامی ملی که تماماً از نیروهای وظیفه تشکیل شده‌است خدمت کنند. کسانی که به خدمات اجتماعی علاقه دارند می‌توانند به عنوان معلم یا مربی ورزش در نهضت‌های سوادآموزی شرکت کنند.
در برخی از شهرها مانند مکزیکوسیتی یا وراکوز انتخاب سومی نیز وجود دارد: به کسانی که در مکزیکوسیتی توپ سرخ برسد باید به مدت یک سال در گردان چترباز خدمت کنند و کسانی که در وراکوز توپ آبی به دست آورند باید در نیروی دریایی شهر وراکوز خدمت کنند. در شهرهایی که در آن‌ها نیروی دریایی وجود دارد، مشمولان خدمت وظیفه توسط همین نیرو انتخاب می‌شوند.
خدمت وظیفه برای زنان به شکل داوطلبانه وجود دارد.
فرار از خدمت تا سال ۲۰۰۲ امری غیرمعمول بود زیرا افراد برای به دست آوردن گذرنامه نیاز به کارت «رهایی از خدمت» داشتند اما از زمانی که این الزام برداشته شده‌است غیبت از خدمت نظامی عمومیت بیشتری یافته‌است.

### نروژ
نروژ دارای خدمت وظیفه برای مردانی است که بین سنین ۱۸/۵ (۱۷ سال با اجازه اولیا) و ۴۴ سال (۵۵ سال در هنگام جنگ) باشند. ارتش از سال ۲۰۰۶ از زنان نیز برای انجام آزمایش‌های پزشکی پیش از خدمت دعوت می‌کند اما تا زمانی که ایشان اظهارنامه تمایل خود برای اعزام به خدمت را امضا نکنند به این دوره فرستاده نمی‌شوند.
مدت واقعی خدمت شش ماه برای نگهبانان داخلی و ۱۲ ماه برای نیروهای زمینی، هوایی و دریایی است. باقی‌مانده خدمت هم باید در طول تمرین‌های سالیانه انجام شود اما تعداد کمی از نیروهای وظیفه به این شکل برای تجدید آموزش فراخوانده می‌شوند. دلیل آن نیز کمبود بودجه ارتش است. هم‌اکنون ارتش به دلیل نداشتن بودجه کافی و تکیه بیشتر به فناوری‌های پیشرفته به سمتی می‌رود که سالانه تنها ۱۰۰۰۰ نیروی وظیفه جذب کند. در حال حاضر تنها ۲۷٪ از جوانان خدمت وظیفه را به‌طور کامل به اتمام می‌رسانند. بسیاری از دیگر افراد نیز رسماً پس از انجام آزمایش‌های پزشکی معاف می‌شوند یا به دلیل تحصیلات یا اقامت در خارج از کشور خدمتشان به تعویق می‌افتد.
برخی دیگر مانند آن‌هایی که هنگام تحصیل در دبیرستان به سراغ آموزش‌های فنی و حرفه‌ای (مانند نجاری یا برق‌کاری) رفته‌اند می‌توانند دوره‌های کارآموزی مشابه را در ارتش دنبال کنند.
بسیاری از نروژی‌ها معافیت برخی مشمولان از خدمت را ناعادلانه می‌دانند، اما کسانی هم هستند که ورود به خدمت سربازی را نوعی امتیاز تلقی کرده و بر این باورند که به‌طور معمول رقابت زیادی برای ورود به برخی از شاخه‌های ارتش وجود دارد. کارفرمایان غالباً رغبت بیشتری دارند تا کسانی را که به خدمت وظیفه رفته‌اند استخدام کنند.
ارتش نروژ معمولاً کسانی را که به سن ۲۸ سالگی رسیده باشند به خدمت اعزام نمی‌کند. در نروژ برنامه‌ها و دوره‌های آموزش تخصصی داوطلبانه به مدت یک تا هشت ماه مضاف بر خدمت دوره ضرورت نیز وجود دارد. صلح‌گرایان نیز می‌توانند برای خدمت غیر رزمی متقاضی شوند که طول آن ۱۲ ماه است.

### یونان
یونان (جمهوری هلنی) تا سال ۲۰۰۸ دارای خدمت اجباری به مدت ۱۲ ماه برای مردان بوده‌است. هر چند که یونان در حال توسعه نظام ارتش حرفه‌ای است اما همچنان خدمت وظیفه ۱۲ ماهه علیرغم وعده‌هایی در رابطه با تقلیل آن به ۶ ماه داده شده بود وجود دارد. زنان نیز می‌توانند به عنوان سربازان حرفه‌ای حقوق‌بگیر در ارتش یونان وارد شوند اما الزامی برای آن‌ها وجود ندارد. سربازان وظیفه از بیمه درمانی کامل برخوردارند. حقوق اسمی سربازان ۹ یورو و سرجوخه‌ها و گروهبان‌ها ۱۲ یورو است. کمینه دستمزد یک کارگر غیرمتخصص در یونان در حدود ۶۵۰ یورو در ماه است. در حالی که سربازان حرفه‌ای ماهانه ۸۰۰ یورو دریافت می‌کنند. این باعث شده‌است که سرجوخه‌ها و گروهبان‌های احتیاط یک هفتادم (۱/۷۰) حقوق سربازان حرفه‌ای را دریافت کنند. این در حالی است که درجه آن‌ها بالاتر است. دستمزد نمادین کارکنان وظیفه تکافوی هزینه‌های ایشان را در اماکن دور از خانه نمی‌کند. بسیاری از این سربازان برای ادامه زندگی نیازمند کمک‌های مالی خانواده‌های خود هستند.